# Khorochiovo-Mniovniki
Khorochiovo-Mniovniki (Муниципальный округ Хорошёво-Мнёвники) est un district administratif du district administratif nord-ouest de Moscou.
Les découvertes archéologiques suggèrent que la zone a été habitée dès la fin du néolithique (IIIe – IIe millénaire av. J.-C.), mais le nom de Khorochiovo n'apparaît que durant le XVIe siècle. Avant la région était connue sous le nom de Chodinski Loug et appartenait au prince Dimitri IV.
Le village de Mniovniki se trouvait sur la rive gauche d'un méandre de la Moskova. Il n'est pas surprenant, selon les documents de l'époque tsariste, que celui-ci soit alors le plus grand village de pêcheurs de la région moscovite.
Dans les années 1960, la zone fait l'objet d'une urbanisation avec principalement des logements résidentiels.

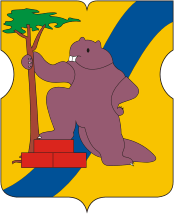
Armes du district
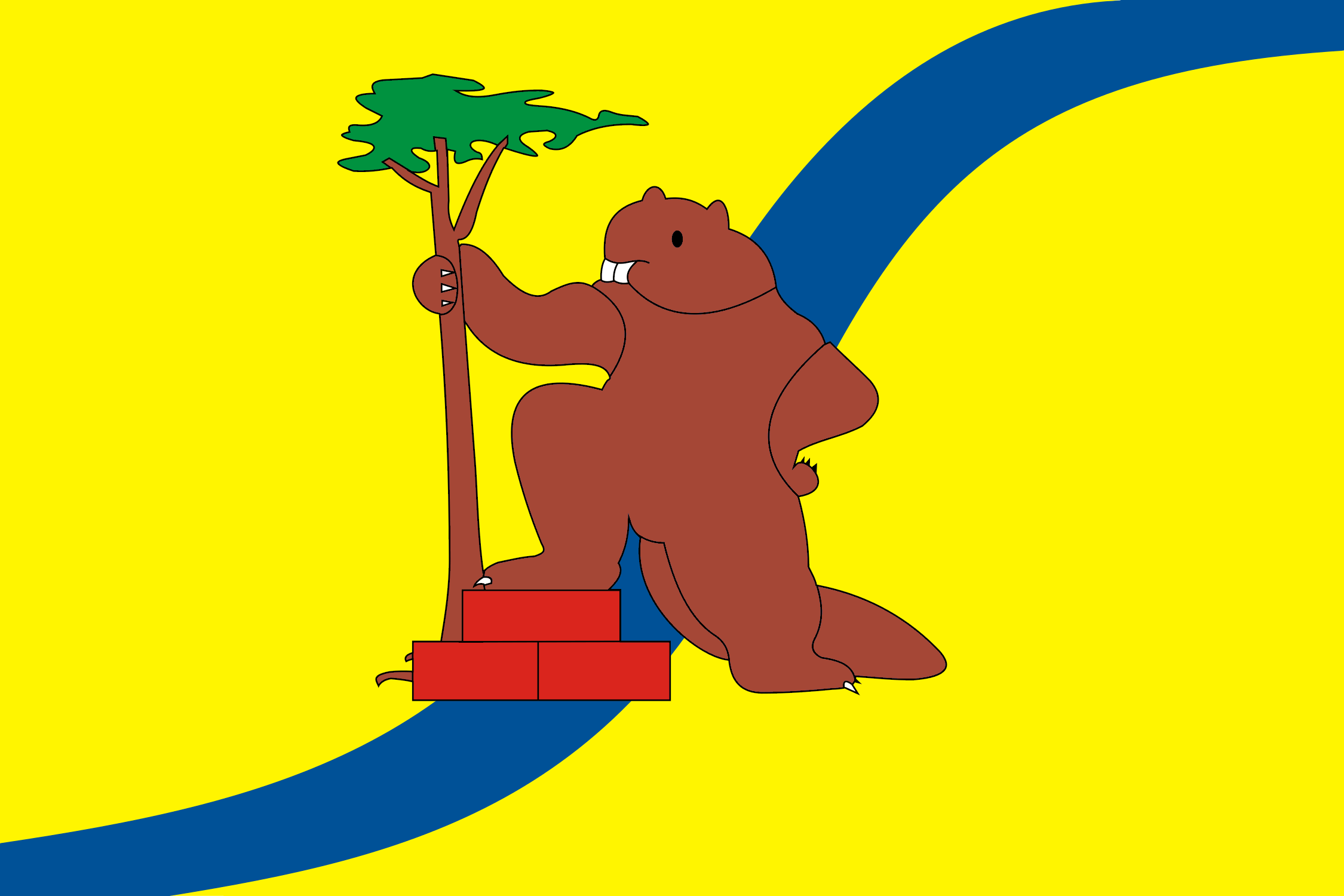
Drapeau du district